# George Alexander Young
George Alexander Young (* 26. Februar 1876 in Forest Hill, England; † 3. November 1957 in Omaha,  Nebraska) war ein britisch-amerikanischer Psychiater und Psychoanalytiker. Er war Mitbegründer der American Psychoanalytic Association (APsaA).

## Leben und Wirken
George Alexander Young wurde in der Grafschaft Kent in England geboren und wanderte 1884 mit seiner Familie in die Vereinigten Staaten aus. Seine Eltern, der Vater Richard R. Young (* 1836) und die Mutter Sarah Anne Young, geborene Sacret (1835–1914) und der achtjährige Young sowie seine Geschwister ließen sich schließlich im North Loup, Valley County, (Nebraska) nieder. Er besuchte die medizinische Fakultät der University of Chicago und kehrte im Jahr 1901 nach seinem Abschluss und praktisch-klinischen Erfahrungen in das Cook County Hospital (jetzt John H. Stroger Jr. Hospital of Cook County) in Chicago nach Nebraska zurück.
Zunächst übte Young die Tätigkeit eines Pathologen für das State Hospital in Norfolk, Nebraska aus. Anschließend wurde er stellvertretender Superintendent am State Hospital in Lincoln und half von 1902 bis 1906 beim Aufbau des Ausbildungsprogramms für Krankenschwestern, bevor er von 1906 bis 1908 als Superintendent wiederum an das State Hospital in Norfolk zurückkehrte. Im Jahr 1909 reiste Young nach London und Zürich, um sich in einem Nachdiplomstudium in Neuropsychiatrie u. a. bei dem Schweizer Psychoanalytiker Carl Gustav Jung weiter zu qualifizieren.
Aus Europa im Jahr 1910 nach Nebraska zurück, eröffnete er eine Privatpraxis in Omaha. Im Jahr 1912 trat er in die Abteilung für Nerven- und Geisteskrankheiten der Creighton University ein, wo er bis 1916 Vorsitzender war. Während dieser Zeit war er auch Dozent in der Abteilung für Nerven- und Geisteskrankheiten am College of Medicine der University of Nebraska.
1917 trat er Vollzeit in die medizinische Fakultät des University of Nebraska Medical Centers ein und wurde 1919 Vorsitzender, wo er siebenundzwanzig Jahre in dieser Position tätig war. Unter seiner Leitung durchlief die Abteilung mehrere Übergänge, darunter 1926 eine Umbenennung in Klinik für Neurologie und Psychiatrie.
Young heiratete am 18. Februar 1903 Abigail Frances Keating (1877–1966) in Columbus, (Platte County), das Paar hatte zwei Söhne und zwei Töchter.
Young wurde im Jahr 1946 emeritiert und zog sich 1953 vollständig aus der Praxis zurück. Er verstarb an den Folgen eines metastasierenden Magenkrebses.